# Snowboard aux Jeux olympiques de 2018 - Big air hommes
Navigation
Pékin 2022
Le big air masculin des Jeux olympiques d'hiver de 2018 a lieu les 21 février 2018 et 24 février 2018. C'est la première apparition de cette discipline aux Jeux d'hiver.

## Médaillés
| Or                         | Argent                 | Bronze                         |
| Sébastien Toutant (Canada) | Kyle Mack (États-Unis) | Billy Morgan (Grande-Bretagne) |

## Résultats

### Qualifications

#### Groupe 1
| Rang | Dossard | Athlète          | Nationalité        | 1er Passage | 2e Passage | Meilleur | Notes |
| ---- | ------- | ---------------- | ------------------ | ----------- | ---------- | -------- | ----- |
| 1    | 4       | Maxence Parrot   | Canada             | 89.25       | 92.50      | 92.50    | Q     |
| 2    | 15      | Niklas Mattsson  | Suède              | 53.75       | 90.00      | 90.00    | Q     |
| 3    | 6       | Kyle Mack        | États-Unis         | 87.25       | 88.75      | 88.75    | Q     |
| 4    | 5       | Chris Corning    | États-Unis         | 85.00       | 88.00      | 88.00    | Q     |
| 5    | 11      | Michael Schärer  | Suisse             | 87.00       | 44.00      | 87.00    | Q     |
| 6    | 7       | Redmond Gerard   | États-Unis         | 82.00       | 85.00      | 85.00    | Q     |
| 7    | 3       | Ståle Sandbech   | Norvège            | 84.75       | 41.25      | 84.75    |       |
| 8    | 17      | Rowan Coultas    | Grande-Bretagne    | 81.00       | 84.50      | 84.50    |       |
| 9    | 8       | Yuri Okubo       | Japon              | 84.25       | 44.25      | 84.25    |       |
| 10   | 13      | Rene Rinnekangas | Finlande           | 43.75       | 83.00      | 83.00    |       |
| 11   | 1       | Jamie Nicholls   | Grande-Bretagne    | 30.00       | 81.25      | 81.25    |       |
| 12   | 9       | Alberto Maffei   | Italie             | 77.50       | 36.25      | 77.50    |       |
| 13   | 16      | Nicolas Huber    | Suisse             | 76.75       | 44.50      | 76.75    |       |
| 14   | 14      | Lee Min-sik      | Corée du Sud       | 68.75       | 72.25      | 72.25    |       |
| 15   | 2       | Seppe Smits      | Belgique           | 50.00       | 59.25      | 59.25    |       |
| 16   | 18      | Clemens Millauer | Autriche           | 39.25       | 47.00      | 47.00    |       |
| —    | 10      | Moritz Thönen    | Suisse             | DNS         | DNS        | DNS      | DNS   |
| —    | 12      | Petr Horák       | République tchèque | DNS         | DNS        | DNS      | DNS   |

#### Groupe 2
| Rang | Dossard | Athlète              | Nationalité      | 1er Passage | 2e Passage | Meilleur | Notes |
| ---- | ------- | -------------------- | ---------------- | ----------- | ---------- | -------- | ----- |
| 1    | 2       | Carlos Garcia Knight | Nouvelle-Zélande | 88.75       | 97.50      | 97.50    | Q     |
| 2    | 8       | Jonas Bösiger        | Suisse           | 96.00       | 35.25      | 96.00    | Q     |
| 3    | 6       | Mark McMorris        | Canada           | 89.00       | 95.75      | 95.75    | Q     |
| 4    | 4       | Torgeir Bergrem      | Norvège          | 94.25       | 59.50      | 94.25    | Q     |
| 5    | 7       | Sebastien Toutant    | Canada           | 91.00       | 45.00      | 91.00    | Q     |
| 6    | 12      | Billy Morgan         | Grande-Bretagne  | 87.50       | 90.50      | 90.50    | Q     |
| 7    | 16      | Tyler Nicholson      | Canada           | 87.25       | 89.25      | 89.25    |       |
| 8    | 18      | Peetu Piiroinen      | Finlande         | 43.50       | 87.25      | 87.25    |       |
| 9    | 1       | Roope Tonteri        | Finlande         | 86.50       | 47.50      | 86.50    |       |
| 10   | 3       | Marcus Kleveland     | Norvège          | 84.25       | 46.00      | 84.25    |       |
| 11   | 17      | Vlad Khadarin        | Russie (OAR)     | 83.75       | 79.25      | 83.75    |       |
| 12   | 5       | Kalle Järvilehto     | Finlande         | 83.25       | 44.75      | 83.25    |       |
| 13   | 13      | Ryan Stassel         | États-Unis       | 39.50       | 76.25      | 76.25    |       |
| 14   | 10      | Stef Vandeweyer      | Belgique         | 61.00       | 29.50      | 61.00    |       |
| 15   | 14      | Matías Schmitt       | Argentine        | 51.75       | 23.00      | 51.75    |       |
| 16   | 15      | Anton Mamaev         | Russie (OAR)     | 29.00       | 42.75      | 42.75    |       |
| 17   | 11      | Hiroaki Kunitake     | Japon            | 37.25       | 36.75      | 37.25    |       |
| 18   | 9       | Sebbe De Buck        | Belgique         | 33.50       | 30.25      | 33.50    |       |

### Finale
| Rang                                | Dossard | Athlète              | Nationalité      | 1er Passage | 2e Passage | 3e Passage | Total  | Notes |
| ----------------------------------- | ------- | -------------------- | ---------------- | ----------- | ---------- | ---------- | ------ | ----- |
| Médaille d'or, Jeux olympiques      | 4       | Sebastien Toutant    | Canada           | 84.75       | 89.50      | —          | 174.25 |       |
| Médaille d'argent, Jeux olympiques  | 7       | Kyle Mack            | États-Unis       | 82.00       | 86.75      | —          | 168.75 |       |
| Médaille de bronze, Jeux olympiques | 2       | Billy Morgan         | Grande-Bretagne  | —           | 82.50      | 85.50      | 168.00 |       |
| 4                                   | 5       | Chris Corning        | États-Unis       | 74.25       | 78.75      | —          | 153.00 |       |
| 5                                   | 1       | Redmond Gerard       | États-Unis       | 74.75       | —          | 68.25      | 143.00 |       |
| 6                                   | 3       | Michael Schärer      | Suisse           | —           | 62.25      | 78.50      | 140.75 |       |
| 7                                   | 6       | Torgeir Bergrem      | Norvège          | 88.50       | 42.50      | —          | 131.00 |       |
| 8                                   | 10      | Jonas Bösiger        | Suisse           | 77.50       | —          | 40.75      | 118.25 |       |
| 9                                   | 11      | Maxence Parrot       | Canada           | 85.00       | —          | 32.75      | 117.75 |       |
| 10                                  | 8       | Mark McMorris        | Canada           | 40.50       | —          | 32.00      | 72.50  |       |
| 11                                  | 12      | Carlos Garcia Knight | Nouvelle-Zélande | —           | —          | 54.25      | 54.25  |       |
| 12                                  | 9       | Niklas Mattsson      | Suède            | 36.00       | DNS        | DNS        | 36.00  |       |